# Trichocorixa borealis
Trichocorixa borealis är en insektsart som beskrevs av Sailer 1948. Trichocorixa borealis ingår i släktet Trichocorixa och familjen buksimmare. Inga underarter finns listade i Catalogue of Life.